# 托馬斯·邁爾
Tomas Maier (托馬斯·邁爾)（德語：Tomas Maier，1957年—）是出生於德國的設計師，現時為Kering集團奢華品牌部門其下之意大利尊貴生活品牌Bottega Veneta的創意總監。Tomas Maier 於 2001 年 6 月加入 Bottega Veneta 成為品牌的創意總監，時至今日，他已成功地將 Bottega Veneta 塑造為頂尖的國際尊貴品牌之一。與此同時，他對品質、工藝以及個性的關注與堅持為奢侈品牌界帶來了新風尚。

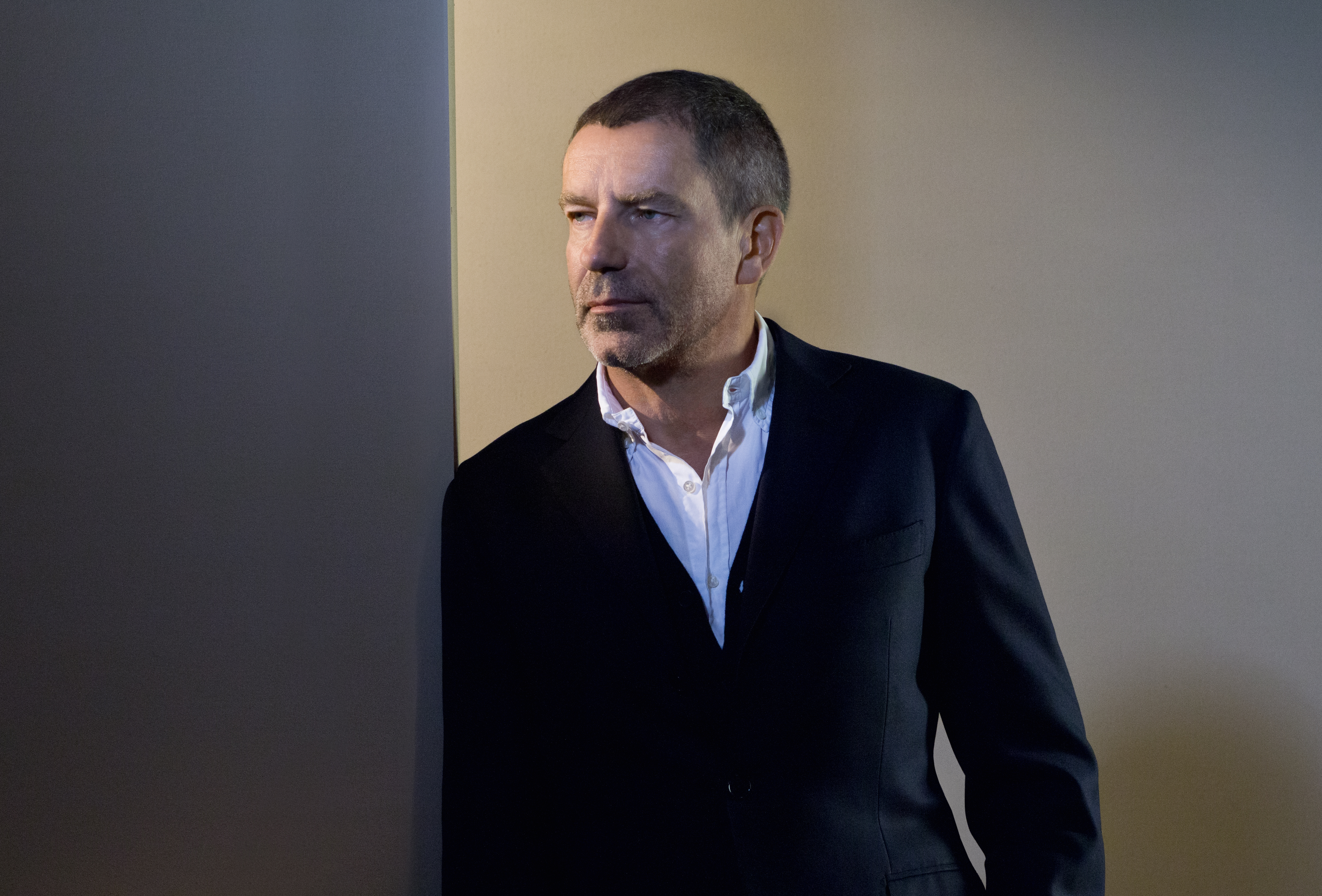
Tomas Maier

## 教育與工作背景
Maier 於1957 年4月在德國黑森林旁的 Pforzheim 小鎮誕生，他的父母都是建築師，Maier 進入了沃道夫學校接受教育，後來隻身到巴黎並於當地的 Chambre Syndicale de la Haute Couture 學院畢業。他先後任職於多個來自法國、意大利及德國的高級尊貴品牌如 Guy Laroche 和 Sonia Rykiel。他在 Sonia Rykiel 擔任了八年男裝設計師；在 Revillon 擔任了四年創意總監一職；在擔任 Hermès 女裝設計師的九年期間，他同時負責皮具與配飾的設計工作。直至1999 年，他辭去所有工作並移居佛羅里達。

## Bottega Veneta
他於2001年6月獲Tom Ford邀請出任Bottega Veneta創意總監一職，當時品牌被Kering Group，即Gucci Group前身所收購，並將其納入集團的奢華品牌部門。
在 Bottega Veneta 快速但審慎的發展過程中，Maier 一直保持著專注、獨立的思維以及對工作的熱誠。 2001 年 9 月，即上任之後不久，他向大家展示了第一個全部以配飾組成的產品系列。在達到更深遠及廣闊的遠景之前，Maier 為 Bottega Veneta 制定了他心目中 “四個核心” 的理念：優質的素材、卓越的工藝、時尚的功能，以及雋永的設計。Tomas Maier於他首個發表的系列中推出了 Cabat手袋，其設計蘊含了這幾個核心理念，時至今日，Cabat 已成為品牌最暢銷的產品之一。Maier 斷言要將 Bottega Veneta 恢復到無標誌時的傳統，這個理念可印證在著名的口號中 - 當你的名字已經足夠 (When your own initials are enough) 。
在以上品牌理念的引領下，Maier 將 Bottega Veneta 培育成為今天的尊貴生活品牌。在最初的兩年，Bottega Veneta 分別在倫敦、巴黎、米蘭以及紐約開設旗艦店，並在時令季度的貨品中加入了一小部分的男女服飾系列供客人品鑒選購，並最終於2005 年 2 月及 2006 年 6 月正式發佈了其首個女裝與男裝時裝秀。今日，除了完整的男女服飾系列外，Bottega Veneta 的產品系列包括了配飾、高級珠寶、傢俱、扶手座椅、餐桌及桌案、行李箱、瓷器餐具、眼鏡、香水及腕錶。為了有效延續品牌的傳統工藝，Bottega Veneta 特別於 2006 年在 Vicenza 地區成立了一所培養工藝技師的學校 - La Scuola della Pelleteria。與此同時，位於羅馬及佛羅倫斯的 St. Regis Hotels 及芝加哥的 Park Hyatt Hotel 的 Bottega Veneta 套房可為一眾渴望徹底感受 Bottega Veneta 生活態度的人士提供一個非凡的個人體驗。
於2001至 2011年間，Maier 令 Bottega Veneta 的營業額增加了 800%。
時至2018年，仍然擔任Bottega Veneta的創意總監，為時裝圈內少數的長期夥伴關係。而接受訪問時認為一直以來自己對品牌的願景沒有改變，而過去十多年來所創造的，亦演變成今天的挑戰，但仍然願意不斷為客人帶來驚喜。於2018年6月，正式離開Bottega Veneta，及後關掉個人同名品牌。

## 自家品牌
以Tomas Maier為名的品牌於1997年成立，翌年1998年開設網上商店。此後，在佛羅里達 (Florida)及 漢普頓斯 (Hamptons)分別開設共三間以Tomas Maier為名的專門店，其產品系列遍佈全世界三十多個國家，超過一百間商店有售。

## 榮譽獎項
- 2004：德國GQ雜誌 - 國際時裝界別之”年度男士”
- 2006：美國 Luxury Institute - Bottega Veneta 獲選為“最受尊崇女性高級時裝品牌”
- 2006：倫敦Walpole Award - Bottega Veneta 獲選為“最佳國際品牌”
- 2007：德國 TextilWirschaft雜誌Forum Preis 獎 - 創意理念與優秀設計獎
- 2007：紐約 Fashion Group International - “Rule Breakers” 時裝獎項
- 2007：香港Elle Style Award - “最佳國際配飾設計師”
- 2007：紐約DNR獎 - “年度設計師”
- 2007：倫敦Wallpaper - Bottega Veneta的Library Table 獲頒 ”最佳圖書館” 獎項
- 2009：紐約 ACE獎 - “年度設計師大獎”
- 2012：Accademia del Profumo香水協會 - Bottega Veneta香水獲選為“最佳氣味品牌”及“最佳意大利品牌

## 外部連結
- Bottega Veneta官方網站 （页面存档备份，存于）
- Tomas Maier的網站 （页面存档备份，存于）
- 時裝模特指南上的托馬斯·邁爾
- Article in the New York Times: "Tomas Maier, Creative Director, Bottega Veneta" （页面存档备份，存于）

Gucci品牌
高級時裝品牌
在世人士
Waldorf學校聯會
1. ↑  .   [2018-03-31]. （原始内容存档于2018-03-31）.
2. ↑  .   [2018-07-10]. （原始内容存档于2018-07-10）.